# Sonny Boy Williamson and the Yardbirds
Sonny Boy Williamson and the Yardbirds — концертный альбом, записанный ветераном чикагского блюза Сонни Бой Уильямсоном II и британской блюз-рок группой The Yardbirds. 
Записи, составившие альбом, был сделаны в клубе Crawdaddy в Ричмонде 8 декабря 1963 года. Альбом был выпущен 7 января 1966 года лейблом Fontana Records. В последующем многократно переиздавался, иногда с дополнительными треками, записанными примерно в то же время.

## Об альбоме
В 1962 году немецкие музыкальные импресарио Хорст Липпманн (Horst Lippmann) и Фриц Рау (Fritz Rau) организовали первый ежегодный фестиваль американского фолк-блюза. Они организовали концерты нескольких известных американских блюзовых исполнителей в нескольких европейских городах. Сонни Бой Уильямсон участвовал во втором фестивальном туре в 1963 году, и его выступления признаны одними из самых запоминающихся. По завершении фестиваля он вернулся в Англию для более обширного клубного тура.
Менеджер The Yardbirds Джорджо Гомельский, который продвигал некоторые из первых американских фолк-блюзовых фестивалей в Англии, убедил Липпманна посетить одно из выступлений группы (по другим сведениям, Уильямсон также видел одно из их выступлений). Сделка была заключена, и Yardbirds играли с Уильямсоном на нескольких концертах в Англии в период с декабря 1963 по февраль 1964 года. Часть договоренности заключалась в том, что Липпманн и Рау записывают несколько живых выступлений (как они это сделали для фестивального тура) и финансируют сольное студийное демо группы.
Спустя два года после записи альбом был выпущен в Великобритании на лейбле Fontana Records 7 января 1966 года. Месяцем позже он был выпущен в США на лейбле Mercury Records с несколько иным порядком композиций. Хотя фотография и имя Уильямсона были заметны на обложке альбома, на переднем плане была использована более поздняя фотография Yardbirds с Джеффом Беком, который заменил Эрика Клэптона в марте 1965 года.

## Список композиций

### Издание Fontana Records
Сторона А
1. "Bye Bye Bird" (Willie Dixon, Williamson)
2. "Mister Downchild"
3. "23 Hours Too Long"
4. "Out on the Water Coast"
5. "Baby Don't Worry"

Сторона Б
1. "Pontiac Blues"
2. "Take It Easy Baby"
3. "I Don't Care No More"
4. "Do the Weston"

### Издание Mercury Records
Сторона А
1. "Bye Bye Bird" – 2:23
2. "Pontiac Blues" – 3:45
3. "Take It Easy Baby" – 4:09
4. "I Don't Care No More" – 3:18
5. "Do the Weston" – 4:00

Сторона Б
1. "Mister Downchild" – 3:56
2. "23 Hours Too Long" – 5:04
3. "Out on the Water Coast" – 3:00
4. "Baby Don't Worry" – 4:28

## Участники записи
- Сонни Бой Уильямсон II – вокал, губная гармошка

The Yardbirds:
- Эрик Клэптон — гитара
- Крис Дрейя — ритм-гитара
- Джим Маккарти — ударные
- Пол Самвелл-Смит — бас-гитара
- Кит Релф — хлопки в ладоши, крик, постукивание ногами